# France Langus
France Langus, slovenski operni pevec baritonist, * 5. februar 1920, Poljšica pri Gorjah, Slovenija, † 31. julij 1972, Jesenice, Slovenija.

## Življenje
Solopetje je študiral mdr. pri Juliju Bettetu in Bogu Leskovicu. V ljubljanski Operi je bil angažiran od leta 1941, leta 1945 pa je debutiral v vlogi Figara v Rossinijevem Seviljskem brivcu. Poustvaril je preko 50 različnih vlog, pretežno iz italijanskega opernega repertoarja.
Najpomembnejše vloge: Rigoletto (G. Verdi, Rigoletto); Renato (G. Verdi, Ples v maskah); oče Germont (G. Verdi, Traviata); Valentin (C. Gounod, Faust), Tonio (R. Leoncavallo, Glumači); Macbeth in Nabucco v istoimenskih operah G. Verdija. 
Njegov glas so odlikovale lepe in močne višine. 
Umrl je po nesrečnem padcu s konja, živali, ki jih je neizmerno ljubil. 